# Discoelius auritulus
Discoelius auritulus är en stekelart som beskrevs av Brethes 1903. Discoelius auritulus ingår i släktet tapetserargetingar, och familjen Eumenidae. Inga underarter finns listade i Catalogue of Life.